# صحة الأم

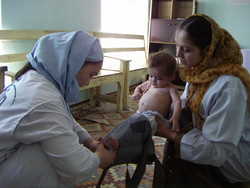
عيادات صحة الأم في أفغانستان

يشير مصطلح رعاية صحة الأم (بالإنجليزية: Maternal health)‏ إلى ذلك المفهوم الذي يشمل كلاً من رعاية تنظيم الأسرة، التفكير المسبق، مرحلة الحمل، ومرحلة ما بعد الولادة. كما تتضمن الرعاية المسبقة توفير فرص التعليم، الارتقاء بالصحة، وعمليات الفحص بالأشعة والتدخلات بالنسبة للنساء في مرحلة الأعمار الإنجابية للتقليل من عوامل الخطورة والتي قد تؤثر على عمليات الحمل المستقبلية. بينما تعد عملية الرعاية في مرحلة ما قبل الولادة الرعاية الشاملة التي تتلقاها النساء أو توفرها لأنفسهن في أثناء مرحلة الحمل. ويتضح هذا من خلال أن النساء اللاتي تتلقين رعايةً صحيةً لمرحلة ما قبل الولادة في فترةٍ مبكرةٍ يتمتعن بعمليات ولادةٍ أفضل من هؤلاء النساء اللاتي تتلقين رعايةً أثناء فترة الحمل بصورةٍ أقل أو لا تتلقين رعايةً على الإطلاق خلال فترة حملهن. وتتضمن قضايا الرعاية لمرحلة ما بعد الولادة التعافي بعد الولادة والمخاوف المرتبطة برعاية المولود الجديد والتغذية والرضاعة الطبيعية بالإضافة إلى قضية تنظيم الأسرة.

## نسب وفاة ومرض الأمهات
لقد قدرصندوق الأمم المتحدة للسكان (بالإنجليزية: United Nations Population Fund) أن 289,000 من النساء توفوا بسبب الحمل أو من اسباب مرتبطة بالولادة وذلك في سنة  2013. تتراوح تلك المسببات بين النزيف الحاد إلى الولادة المتعسرة، ولهذه المشاكل العديد من التدخلات والحلول الفعالة. ومع زيادة حصول المرأة على سبل الوصول لرعاية صحية تتضمن التنظيم الأسري وفريق طبي متمكن في حالات الولادة المتعسرة. نقصت نسب وفيات الأمهات عالمياً بعدما كانت 380 حالة وفاة بين كل 100,000 ولادة في سنة 1990 وأصبحت 210 حالة وفاة بين كل 100,000 ولادة في سنة  2013. أدى هذا بالعديد من الدول بإنقاص نسب وفيات الأمومة لديهم بنسبة 50%.
بينما هناك انحدار في النسب العالمية لوفيات الأمومة مازال هناك الكثير لفعله. لا زالت هناك نسب مرتفعة بالأخص في المجتمعات المنحدرة بأكثر من 85% يعيشون في أفريقيا وجنوب آسيا. الأثار التي يتركها موت الأم على الأٌسرة، حتى إذا نجا الرضيع من الولادة بعد وفاة الأم فهو أكثر عرضة للموت قبل إتمام عامه الثاني.
في عام 2010 قامت اللجنة الدولية المشتركة لجودة الخدمة الصحية التي مقرها الولايات المتحدة الأمريكية بوصف وفيات الأمومة بأنها تقع ضمن «الأخطاء الجسيمة» وهي أحداث طبية غير متوقعة يكون من ضمن نتائجها حدوث وفاة، أو اصابة حرجة.
هناك أربع عناصر أساسيين للمنع من موت الأمهات. أولاً، الرعاية بالأم. لذلك يُنصح للحوامل بالمتابعة مع طبيب خلال الحمل للتأكد من صحة الأم والجنين وذلك من خلال 4 زيارات على الأقل للطبيب قبل الولادة. ثانياً، حضور فريق طبي متمكن من الأطباء والممرضات والمُولِدات الذين عِندهم القدرة على ملاحظة بداية المضاعفات خلال الولادة. ثالثاً، توفر رعاية التوليد في حالات الطوارئ لمعالجة المسببات الكبرى لموت الأمهات وهي النزيف، الإنتان، الإجهاض الغير أمن، اضطرابات ارتفاع ضغط الدم والولادة المتعسرة. وأخيراً، متابعة ما بعد الولادة وهي أول 6 أسابيع ما بعد الولادة ويمكن حدوث فيها نزيف، إنتان واضطرابات ارتفاع ضغط الدم وذلك بسبب حالة الضعف التي تمر بها الأم والرضيع بعد الولادة مباشرة. ولذلك يوصى بشدة بزيارات المتابعة الطبية بعد الولادة لتقيم صحة الأم والرضيع.

## العوامل المؤثرة على صحة الأم

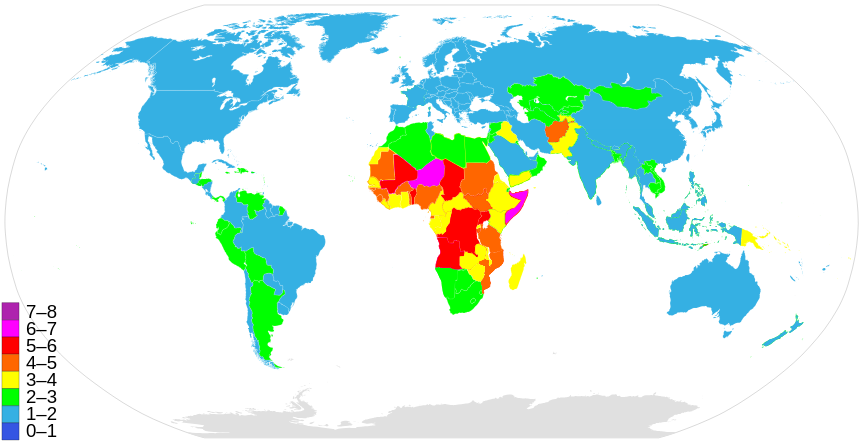
خريطة الدول والأقاليم حسب معدل الخصوبة اعتبارًا من عام 2018

### الفقر والحصول على الرعاية الصحية
وفقًا لتقرير صندوق الأمم المتحدة للسكان، يزيد الوضع الاجتماعي والاقتصادي والقواعد والقيم الثقافية والبعد الجغرافي من وفيات الأمهات. يرتفع خطر وفاة الأمهات (أثناء الحمل أو الولادة) في إفريقيا جنوب الصحراء 175 مرة مقارنةً بخطر الوفاة في البلدان المتقدمة، ويكون خطر الإصابة بالأمراض المرتبطة بالحمل والعواقب السلبية التالية للولادة أعلى أيضًا. تترابط قضايا الفقر وصحة الأم والنتائج المؤثرة على الطفل مع بعضها البعض.
النساء اللاتي يعشن في المناطق الفقيرة أكثر عرضة للإصابة بالسمنة والانخراط في سلوكيات غير صحية مثل تدخين السجائر وتعاطي المخدرات، وأقل عرضة للانخراط أو حتى الحصول على رعاية مناسبة قبل الولادة، وأكثر عرضة لإصابتهن وأطفالهن بآثار جانبية سلبية. لاحظت دراسة أجريت في كينيا أن المشاكل الصحية الشائعة لدى الأم في المناطق الفقيرة تشمل النزيف وفقر الدم وارتفاع ضغط الدم والملاريا واحتباس المشيمة والولادة المبكرة والمخاض المديد أو المُختلِط وما قبل الإرجاج.
تشمل الرعاية الكافية قبل الولادة بشكل عام ما يلي: الرعاية الطبية والخدمات التعليمية والاجتماعية والغذائية أثناء الحمل. على الرغم من وجود مجموعة متنوعة من الأسباب التي تدفع النساء إلى عدم الانخراط في رعاية مناسبة قبل الولادة، فإن 71% من النساء ذوات الدخل المنخفض في دراسة وطنية أمريكية واجهن صعوبات في الحصول على رعاية ما قبل الولادة عندما طلبن ذلك. بالإضافة إلى ذلك، فإن المهاجرات والنساء اللاتينيات يحصلن على القليل أو لا يحصلن على رعاية ما قبل الولادة مقارنةً بالنساء البيض أو السود، ويمثل مستوى التعليم مؤشرًا مساهمًا في ذلك أيضًا (إذ يرتبط التعليم والعرق بالأمر). من غير المرجح أن يتلقى المراهقون أي رعاية قبل الولادة على الإطلاق. في العديد من الدراسات، صنفت النساء والمراهقات عدم كفاية الموارد المالية وغياب وسائل النقل على أنها أشيع العوائق التي تحول دون تلقي الرعاية المناسبة قبل الولادة.
يرتبط الدخل بشدة بجودة رعاية ما قبل الولادة. في بعض الأحيان، يكون للقرب من مرافق الرعاية الصحية وتأمين وسائل النقل آثار كبيرة في ما يخص الحصول على رعاية ما قبل الولادة. وجد تحليل أجري على خدمات رعاية صحة الأمهات في مالي أن النساء اللاتي يعشن في المناطق الريفية البعيدة عن مرافق الرعاية الصحية أقل تلقي لرعاية ما قبل الولادة مقارنةً بالنساء اللاتي يعشن في المناطق الحضرية. إضافةً إلى ذلك، وجد الباحثون علاقة أقوى بين قلة وسائل النقل والرعاية قبل الولادة وأثناء الولادة. يعتبر القرب مؤشرًا على الوصول إلى رعاية قبل الولادة، وقد وجد ماتريا وزملاؤه نتائج مماثلة لعلاقة القرب برعاية قبل الولادة في ريف إثيوبيا.

### المشاكل الصحية الموجودة مسبقًا

#### فيروس نقص المناعة البشرية/الإيدز
تتفاوت معدلات الإصابة بفيروس نقص المناعة البشرية بين الأمهات حول العالم، وتتراوح من 1% إلى 40%، مع ارتفاع معدلات الإصابة بالدول الإفريقية والآسيوية. يحمل فيروس نقص المناعة البشرية لدى الأمهات آثار صحية كبيرة على الطفل، خاصةً في البلدان التي تكون فيها معدلات الفقر مرتفعة ومستويات التعليم منخفضة؛ إذ قد تتسبب الإصابة بفيروس نقص المناعة البشرية/الإيدز أثناء الحمل بارتفاع المخاطر صحية لدى الأم. تكون النساء الحوامل المصابات بفيروس نقص المناعة البشرية معرضات لخطر الإصابة بالسل أو الملاريا في البلدان النامية؛ وهو ما يُشكِّل مصدر قلق كبير.

#### وزن الأم
خلال فترة الحمل، يجب على النساء ذات الوزن المتوسط قبل الحمل (مؤشر كتلة الجسم: 18.5- 24.9) توقع زيادة ما بين 25-35 رطل على مدار فترة الحمل. زيادة معدلات ارتفاع ضغط الدم والسكري ومضاعفات الجهاز التنفسي والالتهابات منتشرة لدى الحوامل البدينات ولها آثار ضارة على الحمل. تُشكِّل السمنة عامل خطر قوي للغاية لمرض السكري الحملي. وجدت الأبحاث انخفاض خطر الإصابة بالسكري الحملي في الحمل التالي لدى الأمهات البدينات اللاتي يفقدن الوزن (ما لا يقل عن 10 أرطال أو 4.5 كغ) بين الحمول، بينما يرتفع الخطر مع ارتفاع الوزن. يجب على النساء الحوامل ممارسة الرياضة لمدة 150 دقيقة على الأقل في الأسبوع، بما في ذلك تمارين تقوية العضلات.

## الآثار طويلة الأجل على الأم
تشمل مشاكل صحة الأم مضاعفات الولادة التي لا تؤدي إلى الوفاة. مقابل كل امرأة تموت أثناء الولادة، تعاني نحو 20 امرأة من العدوى أو الأذية أو الإعاقة. نحو 75% من النساء اللاتي يتوفين أثناء الولادة، سيبقين على قيد الحياة اليوم إذا تمكنَّ من الوصول إلى التداخلات الوقائية والرعاية الصحية أثناء الحمل. تكون النساء السود أكثر عرضة للوفاة المرتبطة بالحمل، بالإضافة إلى تلقيهن رعاية طبية أقل فعالية أثناء الحمل.
ما زالت نحو من 50% من الولادات في البلدان النامية تجري دون وجود قابلة ماهرة لمساعدة الأم، والنسبة أعلى من ذلك في جنوب آسيا. تعتمد النساء في جنوب الصحراء الإفريقية بشكل أساسي على القابلات التقليديات اللاتي يتلقين القليل من التدريب الرسمي أو لا يتلقون أي تدريب. تقديرًا لدورهن، تبذل بعض البلدان والمنظمات غير الحكومية جهودًا لتدريب القابلات التقليديات في مواضيع صحة الأم لتحسين صحة الأمهات والأطفال.
تزود الرضاعة الطبيعية النساء بالعديد من الفوائد طويلة الأمد. تملك النساء اللاتي يرضعن من الثدي مستويات غلوكوز واستقلاب دهون وضغط دم أفضل. كذلك، تفقد النساء اللاتي يرضعن أطفالهن طبيعيًا وزن الحمل بشكل أسرع مقارنةً بالنساء اللاتي لا ترضعن أطفالهن طبيعيًا. بالإضافة إلى ذلك، تملك النساء اللاتي يرضعن من الثدي معدلات أقل لسرطان الثدي وسرطان المبيض ومرض السكري من النوع 2. ومع ذلك، من المهم أن نأخذ في الاعتبار أن الرضاعة الطبيعية توفر فوائد كبيرة للنساء غير المصابات بفيروس نقص المناعة البشرية فقط. في البلدان التي ترتفع فيها معدلات الإصابة بفيروس نقص المناعة البشرية/الإيدز، مثل جنوب إفريقيا وكينيا، يعد الفيروس من الأسباب الرئيسية لوفيات الأمهات، خاصةً عند المرضعات منهن. لا تستطيع العديد من النساء المرضعات المصابات بالإيدز تحمل تكاليف الحليب الصناعي، وبالتالي لا تستطعن منع انتقال العدوى إلى الطفل عبر حليب الثدي، كما لا تستطعن تجنب المخاطر الصحية التي سيتعرضن لها. في مثل هذه الحالات، ليس لدى الأمهات خيار سوى إرضاع أطفالهن رضاعة طبيعية بغض النظر عن معرفتهن بالآثار الضارة.

## المشكلات
اطلع أيضاً على: موت الأم
تتمثل المشكلات في أن أغلبية النساء ليس عندهن القدرة على الوصول لخدمات الرعاية الصحية وخدمات التربية الصحية الجنسية التي يحتاجون إليها. وتعد مضاعفات الحمل والولادة (خاصةً على مستوى الرعاية أثناء فترة الحمل والتفكير المسبق)، في العديد من الدول النامية، من الأسباب الرئيسية وراء موت النساء في مرحلة سن الإنجاب. حيث تموت أكثر من امرأةٍ تقريباً كل دقيقةٍ جراء مثل تلك الأسباب؛ وتصبح حصيلة الوفيات من وراء تلك الأسباب نحو 585000 امرأة كل عام (منظمة الصحة العالمية). في حين تقع نسبة أقل من 1% من نسبة الوفيات تلك بالدول المتقدمة، مما يوضح أنه يمكن تجنب مثل تلك النسبة من الوفيات في حالة تم توفير الخدمات والموارد اللازمة (منظمة الصحة العالمية). وقد تعاني أية امرأةٍ من مضاعفاتٍ مفاجئةٍ أو غير متوقعةٍ خلال فترة الحمل، الولادة أو حتى مباشرةً بعد مرحلة الولادة. وبالرغم من أن الجودة العالية وسهولة الوصول لخدمات الرعاية الصحية جعلا من موت الأم حدثاً نادراً بالدول المتقدمة، إلا أن تلك المضاعفات قد تصبح مميتةً ومهلكةً بالدول النامية.
نتيجةً لذلك تعاني النساء بالدول النامية من معدلات أعلى في الوفاة أثناء الولادة والتي تصل إلى مئة مرة أو أكثر عن مثيلاتهن بالدول المتقدمة (أهداف التنمية للألفية؛ التابعة للأمم المتحدة). مما يوضح أن خدمات رعاية التوليد في الحالات الحرجة، والتي تعد أهم علاجٍ للنساء بتلك المناطق، لا يُنظر إليها على أنها أولويةٌ. وقد أوضح كلٌ من رفيقل تشودري وزفرلله تشودري أنه في دولٍ كثيرةٍ ومنها بنغلاديش، تلد 68.7% من النساء بدون الحصول على المساعدة من القابلات المتدربات. بل تكون الولادة على يد الأقارب أو القابلات التقليديات واللاتي غالباً ما تكن غير قادراتٍ على التعامل مع المضاعفات أثناء عملية الولادة.
و تتضمن العوامل التي تعيق النساء بالدول النامية من الحصول على خدمات الرعاية الصحية التي يحتاجونها البعد عن الخدات الصحية، التكلفة (الأتعاب المباشرة بالإضافة إلى تكلفة الانتقال والأدوية والإمدادات المختلفة)، المطالب المتعددة على عاتقهن، بالإضافة إلى افتقار النساء إلى سلطة صنع القرار داخل أسرهن. كما يؤدي ضعف كفاءة الخدمات ومنها المعاملة السيئة لمقدمي الخدمات الصحية إلى تردد النساء في محاولة الاستفادة من تلك الخدمات.
و بناءً على تقرير الصحة العالمية عام 2004، فإن سوء الظروف الصحية للأم يمثل السبب الرئيسي الرابع لوفاة النساء من جراء أمراض نقص المناعة المكتسب والملاريا والسل. وتقع نسبة 99% من تلك الوفيات بالدول منخفضة الدخل؛ في حين تتعرض النساء بمعدل امرأةٍ واحدةٍ من كل أربعة آلاف امرأة لفرصة الوفاة أثناء مرحلة الحمل أو الولادة بالدول المتقدمة، وأن المرأة بمنطقة الصحراء الإفريقية تتعرض لمخاطر الوفاة بمعدل امرأةٍ واحدةٍ لكل 16 امرأةٍ. هذا بالإضافة إلى أن مشكلات الأمومة تتسبب غالباً في نحو 20% من إجمالي أعباء المرض للمرأة في الدول النامية.
و غالباً ما تقع نسبة 50% من الولادات بالدول النامية بدون حضور قابلةٍ متمرسةٍ طبياً لمساعدة الأم، وتصل لنسبٍ أعلى من تلك بدولة جنوب أفريقيا (منظمة الأمم المتحدة للطفولة). حيث تستخدم النساء بالصحراء الجنوب الأفريقي قابلات التوليد التقليديات، واللاتي تلقين كماً منخفضاً من التدريب أو لم تتلقين أي تدريبٍ على الإطلاق. وهذا يفسر معدل الوفيات المرتفع للنساء في تلك المنطقة.

## الحلول المقترحة
قدر البنك العالمي أن إجمالي 300 دولاً أمريكياً لكل فردٍ سنوياً تكفي المرأة في الدول النامية للحصول على خدمات رعاية تنظيم الأسرة الأساسية ورعاية الأم والرعاية الصحية للأطفال حديثي الولادة. وتوفر العديد من المنظمات الغير ربحية برامجاً تربويةً للعامة ولمساعدة النساء بالدول النامية على الحصول على الرعاية اللازمة أثناء عمليات الولادة الطارئة.
و غالباً ما تتضمن الخدمات المطلوبة ما يلي:
- رعاية الأم الثابتة أثناء فترات الحمل ومنها الحصول على مرافقاتٍ متمرساتٍ (سواءً قابلةً أو طبيبةً) أثناء مرحلة الولادة.
- قد يكون التدريب الطبي للقابلات التقليديات أحادي الاتجاه لتوفير تلك الخدمة.[بحاجة لمصدر]
- العلاج الطاريء للمضاعفات أثناء عملية الحمل والولادة ومرحلة ما بعد الولادة.
- تنظيم الأسرة في مرحلة ما بعد الولادة والرعاية الأساسية لحديثي الولادة.
- تعليم المرأة ومجتمعاتهن حول أهمية الرعاية الصحية للأم والتي تمنح المرأة مكانتها الاجتماعية لإتخاذ قرارات الرعاية الصحية والتماس العناية الطبية.
- تقديم أي شكلٍ من أشكال التعليم وحتى الستة أعوام من التعليم للبنات يمكن أن يحسن بشكلٍ كبيرٍ من صحة الأم الشاملة (منظمة الأمم المتحدة للطفولة)
- البحث في مجال العوامل الاجتماعية والنفسية المؤثرة على صحة الأم.
- تنمية وضعٍ أفضلٍ للتدخلات (و تقويم التدخلات) في مواجهة المشكلات المركبة (و منها السلوكية والاجتماعية والحيوية والثقافية) القائمة بالمجتمعات المهمشة.

## وفقاً للمنطقة
و بناءً على ما ورد بفقرة «الاستثمار في التنمية» الموجودة بقائمة الأهداف الإنمائية للألفية، فإنه توجد العديد من الاتجاهات لتحسين صحة الأم:
مناطق لبت أهداف «قائمة الأهداف الإنمائية للألفية» والخاصة بصحة الأم ما يلي: 
- صحراء الجنوب الأفريقي
- جنوب شرق آسيا
- جنوب آسيا
- أوقيانوسيا

المناطق تحرز تقدماً بطيءً: 
- شمال أفريقيا
- غرب آسيا
- أمريكا اللاتينية والكاريبي

مناطق لا تحرز أي تقدم أو تحقق تقدماً سلبياً: 
- شرق آسيا
- أوروبا (مجموعة دول الكومونولث والدول المستقلة)
- آسيا (مجموعة دول الكومونولث والدول المستقلة)

و بالرغم من إنجاز بعض التحسينات تالهامة في مجال صحة الأم على مدار القرن الماضي، إلا ان العقد الأخير قد شهد معدلاً منخفضاً في مستوى تحسن وفيات الأمهات واعتلال صحتهن، وبصورةٍ خاصةٍ في أمريكا اللاتينية والكاريبي (الأهداف الإنمائية للألفية). حيث أن نسبة 17% من الدول فقط هي ما تسعى لتلبية وتحقيق الأهداف الإنمائية للألفية.

## اطلع على
- بقاء الطفل
- عدم الإنجاب
- رضيع
- فرقة عمل معنية بصحة الأمهات
- تعليم الأم
- منع الحمل في حالات الطوارئ

## وصلات خارجية
- WHO صحة الأم
- مخطط الدولة لصحة الأمهات والأطفال حديثي الولادة عن طريق جعل الحمل أكثر أمانا، منظمة الصحة العالمية
- حملة الأمم المتحدة للألفية|الهدف 5: صحة الأم
- تحالف وايت روبين للأمومة الآمنة
- الرعاية الدولية للأسرة
- الشراكة من أجل صحة الأم والوليد والطفل
- الأمومة الآمنة
- قاعدة بيانات صحة الأم التابعة لمنظمة الأمم المتحدة للطفولة
- مسيرة دايمز
- الوعد الصحي رعاية صحة الأم: إنقاذ حياة الأم
- روتاري مشاريع صحة الأم في نيجيريا خفض وفيات الأمهات والأطفال – الوقاية والعلاج من ناسور الولادة
- ولادة النساء
- فريق عمل صحة الأم
- التعاون على جودة رعاية الحمل والطفولة
- تغذية الرضاعة الطبيعية